# Fontainebleau (album)
Fontainebleau è un album di Tadd Dameron, pubblicato dalla Prestige Records nel 1956. Il disco fu registrato il 9 marzo dello stesso anno al "Rudy Van Gelder Studio" di Hackensack, New Jersey (Stati Uniti).

## Tracce
Lato A
1. Fontainebleau – 4:50 (Tadd Dameron)
2. Delirium – 5:00 (Tadd Dameron)
3. The Scene Is Clean – 5:02 (Tadd Dameron)

Lato B
1. Flossie Lou – 4:49 (Tadd Dameron)
2. Bula-Beige – 9:21 (Tadd Dameron)

## Musicisti
Tadd Dameron Octet
- Tadd Dameron - pianoforte, arrangiamenti
- Kenny Dorham - tromba
- Sahib Shihab - sassofono alto
- Joe Alexander - sassofono tenore
- Cecil Payne - sassofono baritono
- Henry Coker - trombone
- John Simmons - contrabbasso
- Shadow Wilson - batteria